# San Juan Juquila
San Juan Juquila är en ort i Mexiko.   Den ligger i kommunen San Juan Juquila Mixes och delstaten Oaxaca, i den sydöstra delen av landet, 400 km sydost om huvudstaden Mexico City. San Juan Juquila ligger 1 427 meter över havet och antalet invånare är 3 557.
Terrängen runt San Juan Juquila är huvudsakligen kuperad, men åt nordväst är den bergig. Terrängen runt San Juan Juquila sluttar österut. Runt San Juan Juquila är det glesbefolkat, med 10 invånare per kvadratkilometer. Närmaste större samhälle är San Miguel Quetzaltepec, 17,3 km öster om San Juan Juquila. I omgivningarna runt San Juan Juquila växer huvudsakligen savannskog.